# Баґениці (Ломжинський повіт)
Баґениці (пол. Bagienice) — село в Польщі, у гміні Пшитули Ломжинського повіту Підляського воєводства.
Населення — 73 особи (2011).
У 1975-1998 роках село належало до Ломжинського воєводства.

## Демографія
Демографічна структура станом на 31 березня 2011 року:
|          | Загалом | Допрацездатний вік | Працездатний вік | Постпрацездатний вік |
| -------- | ------- | ------------------ | ---------------- | -------------------- |
| Чоловіки | 37      | 6                  | 26               | 5                    |
| Жінки    | 36      | 7                  | 17               | 12                   |
| Разом    | 73      | 13                 | 43               | 17                   |